# Ніна Кустуриця
Ніна Кустуриця (нім. Nina Kusturica; нар. 1975; Мостар, Боснія і Герцеговина) — австрійська кінорежисер, редактор, сценарист і продюсер. Працює також як театральний режисер і викладач.

## Життєпис
Ніна Кустуриця походить з мистецької родини: театральної акторки Ратки Крстулович-Кустуриці та диригента і актора Абіда Кустуриці. Вона є племінницею хорватської театральної, телевізійної і кіноакторки — Здравки Крстулович (1940—2003).
Ніна Кустуриця виростала в столиці Боснії і Герцеґовини — Сараєво. Навчалася у Віденському університеті музики й виконавського мистецтва, де вивчала режисуру і редагування у його інституті — Віденська кіноакадемія під керівництвом професора Петра Пацака та Шнітта.

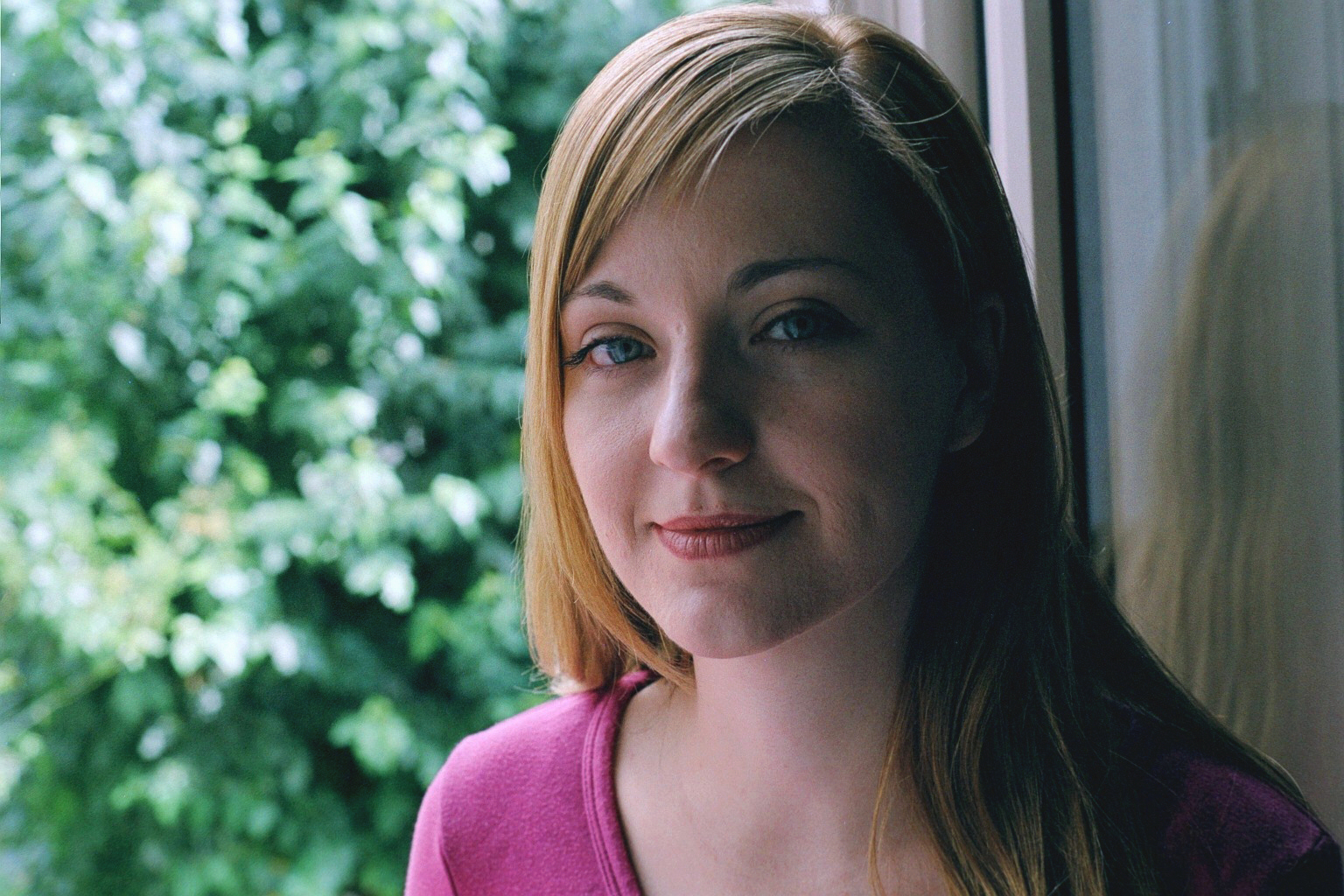
Ніна Кустуриця. 2011

У своєму першому повнометражному фільмі «У гостях» (2003, Auswege) Ніна Кустуриця розповідає про трьох жінок, які постраждали від домашнього насильства. На  Берлінському кінофестивалі у 2004 році фільм був нагороджений на Форумі молодого кіно.
У 2009 році її документальний фільм про неповнолітніх біженців на кордонах Європейського Союзу та Австрії — «Маленький іноземець»  (2009, Little Alien) отримав численні нагороди на міжнародних кінофестивалях, у тому числі, австрійську нагороду «Видатному митцеві» від Федерального міністерства освіти, науки і досліджень і «Велику премію євромедіа» Програми Еразмус від Європейського товариства освіти та комунікацій (European Society for Education and Communication).

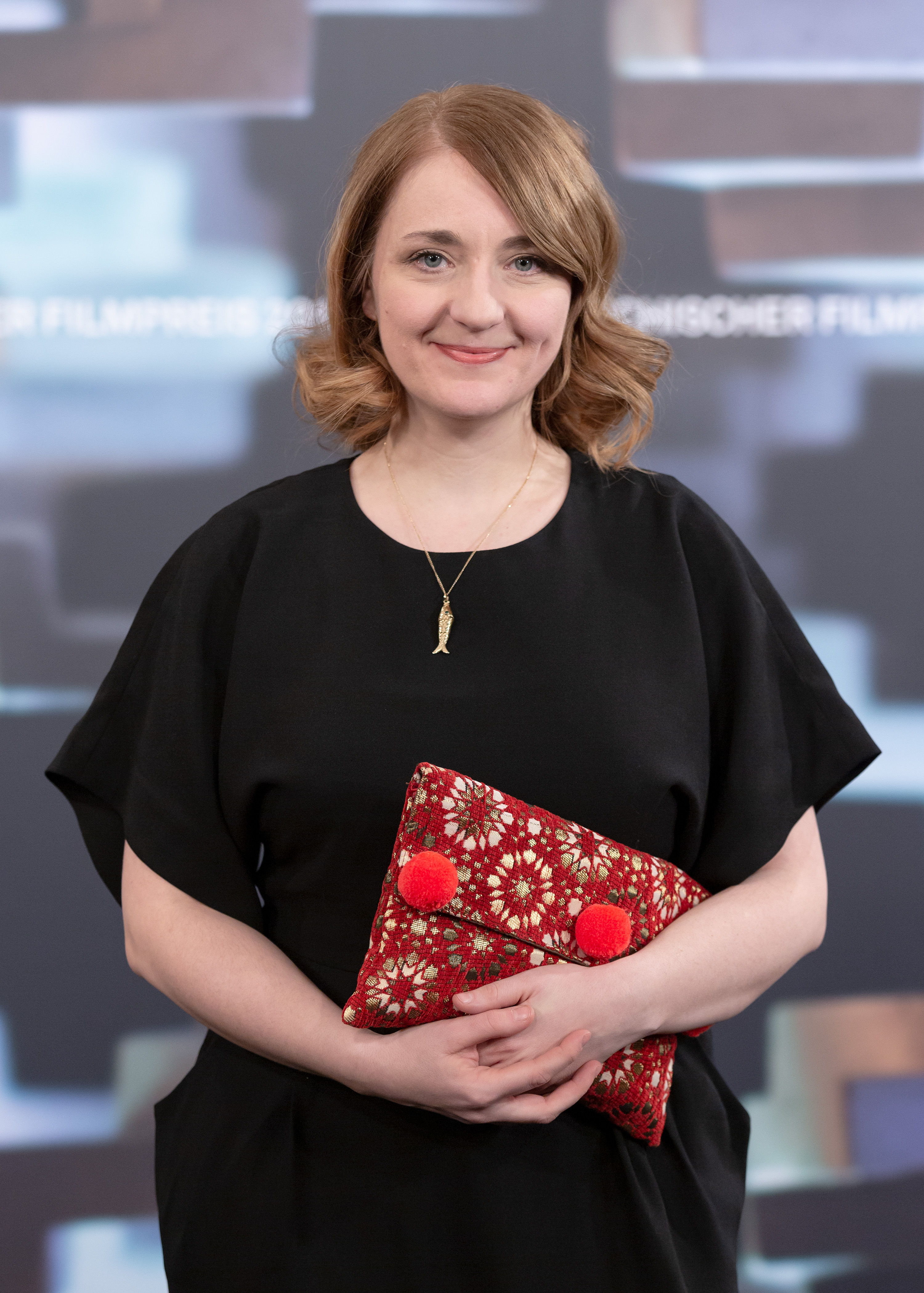
Ніна Кустуриця на церемонії нагородження «Австрійська кінопремія 2019»

У 2010 році у Відні та в 2012 році в Каїрі демонструвалися ретроспективи її фільмів. У 2015 році Ніна Кустуриця була запрошена як гостя на Європейському форумі Альпбаха. 
У 2018 році повнометражний фільм Ніни Кустуриці «Чао, дорога» (2017, Ciao Chérie) був номінований на «Австрійську кінопремію» на міжнародному кінофестивалі в місті Гоф, а 30 січня 2019 року був нагороджений за найкращий монтаж «Австрійською кінопремією 2019» у Віденській ратуші.
Брала участь у численних міжнародних та національних кінофестивалях: Берлінському міжнародному форумі молодіжного кіно, Міжнародному кінофестивалі Мар дель Плата, Роттердамському міжнародному кінофестивалі,  Кінофестивалі Макса Офюльса, Фестивалі прем'єрних планів Анже, Міжнародному кінофестивалі Сан-Паулу, Міжнародному кінофестивалі Лідса.
Ніна Кустуриця з сім'єю живе і працює у Відні. 

## Фільмографія
- 1998 Я нова зірка / (Ich bin der neue Star), документальний фільм, 15 хв.
- 1999 Побажання / (Wishes), короткий фільм, 20 хв.
- 2000 Дорога Ліліяно / (Draga Ljiljana), документальний фільм, 31 хв.
- 2001 Свобода / (Der Freiheit), короткий фільм, 14 хв.
- 2003 У гостях / (Auswege), художній фільм, 90 хв.
- 2004 24 реалії за секунду / (24 Wirklichkeiten in der Sekunde), документальний фільм Міхаеля Ганеке, 58 хв.
- 2009 Маленький іноземець / (Little Alien), документальний фільм, 94 хв.
- 2017 Чао дорога / (Ciao Chérie), художній фільм, 87 хв.

Виробництво, монтаж
- 1997 Говоріть легко / (Speak Easy), короткометражний
- 1999 Читання вбиває / (Lesen macht Tot), художній фільм
- 2002 Голосне і чітке / (Laut und deutlich), документальний фільм
- 2005 Коч / (Kotsch), художній фільм
- 2007 На ударі — Пауль Флора / (Auf dem Strich — Paul Flora), документальний фільм
- 2007 Загублені дочки Відня / (Vienna's Lost Daughters), документальний фільм
- 2013 Поп-зірка / (Schlagerstar), документальний фільм, постановка